# ساری‌کیز (آماسیه)
ساری‌کیز (به ترکی استانبولی: Sarıkız) یک منطقهٔ مسکونی در ترکیه است که در آماسیه واقع شده‌است.